# آیین مزدایی
مزداپرستی غیر زرتشتی یا مزداپرستی پیشازرتشتی، آیین مزدایی به نوعی مذهب ایرانی‌ها گفته می‌شود که در آن اهورامزدا به عنوان یکی از بالاترین خدایان پرستش می‌شد. چنین به نظر می‌رسد که پیش از پیدایش زرتشت پرستش اهورامزدا نیز مانند پرستش ایزد میترا در سراسر سرزمین محل سکونت ایرانی‌ها مرسوم بوده است. سپس زرتشت نیز در ناحیه نامشخصی از شرق ایران ظهور کرد.
برخلاف زرتشت، در آیین مزدایی اهورامزدا یکی از خدایان برابر با میترا است.

## دوره ماد
مغان گروه روحانیان دولت کهن ماد بودند. چنین بنظر می‌رسد که دین ماد باستان یک دین ابتدایی مزدایی باشد. در ماد یک مزداپرست را مَزْدَیزنَه (mazdayazna) می‌خواندند که از صورت اوستایی آن مَزْدیسنَه (mazdayasna) آشکارا جدا می‌شود. آنان در دیرین‌ترین زمان، مجموعه‌ای از خدایان را که با آریایی‌ها میتانی همانندگی بسیار باید داشته‌باشند، می‌پرستیدند. در فهرست نام خدایان که در کتابخانهٔ آشوربنیپال (۶۸۸ تا ۶۲۶ قبل از میلاد) یافت شده است، خدایان ماد هم به چشم می‌خورند. در یک فهرست واژهٔ میترا و در فهرست دیگر اَسَرَمَزاش که آن را باید با اَسوَره‌مَزداس که خود صورت اصلی آریایی اهورامزدا است یکی بدانیم. این دو نام برترین خدایان مادها بودند.

## هخامنشیان
وابستگی میان اهورامزدا و آیین زرتشت آنچنان نزدیک است که بسیاری چنان می‌پندارند که پرستش این خدا از دین زرتشت سرچشمه گرفته است ولی دلایل بسیاری در دسترس است که نشان می‌دهد اهورامزدا ایزدی بسیار کهن است و زرتشت در دین‌آوری خود از این نام برای نامیدن خدای یگانه استفاده کرده است. لازم به یادآوری نیست که گاه اتفاق می‌افتد که آیینی نو، نام‌های کهن را مفهوم تازه می‌بخشد. نام مجرد مزدا (خدا) باستانی‌تر از دین زرتشت است؛ و حتی نقش اساسی‌ای که در مزدیسنا به عهدهٔ این ایزد محول شده است نیز از طریق نوآوری زرتشتی نیست. صفت مزدیسنه (مزداپرست) که در پاپیروس‌های آرامی زمان هخامنشی آمده دلیلی بر زرتشتی بودن هخامنشیان نمی‌تواند باشد چنان‌که ذکر نام اهورامزدا در سنگ نبشته‌ها نیز دلیلی برای این امر محسوب نمی‌شود. در سنگ‌نبشته‌های هخامنشی نه تنها به زرتشت بلکه به هیچ مطلب دیگری که بتواند این سنگ نبشته‌ها را رنگ زرتشتی دهد، اشاره نشده است. در ساخت‌های بنیادین دین هخامنشیان یک اصطلاح ویژه محفل زرتشت هم وجود ندارد، اندیشه‌های وِیژه از گونهٔ گات‌ها هم وجود ندارد، یک باور یا کاربرد ویژهٔ دین زرتشتی نیز وجود ندارد.